# Jack Ström
Jack Herman Anders Ström, född 30 november 1919 i Stockholm, död 29 augusti 1974 i Trångsund, var en svensk målare, tecknare och djuptrycksretuschör.
Han var son till cementarbetaren Herman Albin Ström och Helmy Katarina Adolfsson och från 1945 gift med Dagny Sofia Bleckert. Ström arbetade först som kemigraf innan han 1950 övergick till ett arbete som djuptrycksretuschör. Han studerade konst vid Académie Libre 1947 och för Vilhelm Bjerke-Petersen vid Moderna konstskolan 1950–1952. Tillsammans med Bertil Sjöberg och Lennart Jonasson ställde han ut på Galerie Æsthetica 1952 och han medverkade i Liljevalchs Stockholmssalonger.